# Pont romain (Châteauponsac)
Pour les articles homonymes, voir Pont romain (homonymie).
Le pont romain est un pont situé à Châteauponsac, en France.

## Localisation
Le pont est situé dans le département français de la Haute-Vienne, sur la commune de Châteauponsac. Il franchit la Gartempe et est emprunté par la route départementale 44.

## Historique
Le pont date du XIVe siècle. En 1609, très endommagé et menaçant de s'effondrer, il est reconstruit grâce à une aide de 2 400 livres du roi Henri IV.
Durant la Seconde Guerre mondiale, la Résistance dynamite une des arches du pont pour ralentir la progression des troupes allemandes après le débarquement de Normandie.
L'édifice est classé au titre des monuments historiques le 25 janvier 1990.